# Suchohrad
Suchohrad (do roku 1948 Dimburk, maďarsky Dimvár) je obec na Slovensku v okrese Malacky. Žije v něm 691 obyvatel. První písemná zmínka o vesnici pochází z roku 1511. Obec leží v chráněné krajinné oblasti Záhorie a v jejím katastrálním území se nachází přírodní rezervace Bogdalický vrch a Šmolzie.